# سو سنباط
سو سنباط  قرية سوريّة تتبع إداريّاً لمحافظة حلب منطقة الباب ناحية مركز الباب، بلغ تعداد سكانها 939 نسمة حسب التعداد السكاني لعام 2004.
العشائر الموجودة فيها
(ديدان) (بيشلطية)